# Paweł Hause
Paweł Hause (ur. 7 czerwca 1964 w Jeleniej Górze) – polski duchowny luterański, od 1998 proboszcz parafii ewangelickiej w Kętrzynie, od 2018 biskup diecezji mazurskiej.

## Życiorys
Syn duchownego, ks. Jana Hause i Alicji z d. Reschke. Jego dziadek Paweł Hause także był duchownym i kapelanem wojskowym.

### Wykształcenie
Dorastał w Warszawie, gdzie w 1988 roku ukończył Chrześcijańską Akademię Teologiczną z wynikiem bardzo dobrym na podstawie pracy magisterskiej „Wykorzystanie środków audiowizualnych w katechetyce” pod kierunkiem ks. prof. Jerzego Gryniakowa. Po odbyciu praktyk kościelnych w Warszawie, Łodzi, Krakowie i Zabrzu, w 1993 roku został ordynowany w Zabrzu.

### Służba kościelna
Wikariat odbywał w Zabrzu, Ustroniu, a od 1995 r. w Kętrzynie. W 1998 roku został wybrany proboszczem w Kętrzynie.
Od 2001 do 2017 pełnił funkcję duszpasterza zaufania ewangelickiego Zakonu Joannitów.
W latach 2010–2013 pełnił ponadto służbę diecezjalnego duszpasterza młodzieżowego.
Na synodzie diecezjalnym w Mikołajkach w dniu 25 listopada 2017 roku został wybrany na zwierzchnika (biskupa) diecezji mazurskiej. Uroczysta konsekracja i wprowadzenie w urząd odbyła się 17 lutego 2018 podczas nabożeństwa rozpoczynającego się o godz. 11:00 w kościele ewangelickim w Mikołajkach.

## Publikacje
- W służbie Bogu i ojczyźnie (redakcja), Dzięgielów 2012
- Ewangelicy w Kętrzynie, Kętrzyn 2017

## Życie prywatne
Żonaty, ma troje dzieci.